# SRT
SRT – rodzaj zapisu napisów filmowych, wprowadzony w programie SubRip. Napisy w tym formacie zapisywane są w pliku o rozszerzeniu *.srt. SRT zapisuje czasy wyświetlania z dokładnością do 0,001 sekundy. Istnieje także możliwość prostego formatowania tekstu za pomocą tagów HTML: <b>, <i> oraz <u>. Format czasu jest następujący hh:mm:ss,milliseconds.

## Układ
Układ informacji w pliku SRT wygląda następująco:
```
 Numer napisu
 Początek wyświetlania --> Koniec wyświetlania
 Tekst napisu (jedna lub więcej linii)
 Przerwa

```

## Przykład
```
 1
 00:00:03,036 --> 00:00:08,201
 Pewnego dnia, w domu przeciętnego
 studenta pojawiły się trzy boginie.

 2
 00:00:08,708 --> 00:00:13,168
 Wszystkie używają różnych mocy,
 by uczynić ludzi szczęśliwymi.

```

## Programy

### Odtwarzacze
Większość popularnych odtwarzaczy z obsługą napisów oferuje wsparcie dla formatu SRT. Można także otwierać je za pomocą zewnętrznych aplikacji, takich jak VSFilter.

### Edytory
- Subtitle Workshop oferuje pełną obsługę SRT;
- SubStation Alpha, sabbu i aegisub potrafią otwierać pliki zapisane w formacie SRT;
- SubEdit-Player oferuje opcje importu i eksportu napisów z i do formatu SRT;
- ALLPlayer oferuje pełną obsługę SRT;
- Kainote oferuje pełną obsługe SRT z możliwością konwersji do innych formatów